# Rete tranviaria di Angarsk
La rete tranviaria di Angarsk è la rete tranviaria che serve la città russa di Angarsk.

## Rete
La rete si compone di 8 linee:
- 1 TĖC-9 - Sangorodok
- 3 17 mikrorajon - Majskij vokzal
- 4 17 mikrorajon - TĖC-9
- 5 205 kvartal - Zavod polimerov
- 6 205 kvartal - Sangorodok
- 7 205 kvartal - TĖC-9
- 10 17 mikrorajon - ZBCh
- 11 17 mikrorajon - Zavod polimerov